# Ifeanyi Ubah Football Club
Maillots
L'Ifeanyi Ubah Football Club est un club nigérian de football basé à Nnewi.

## Histoire
L'Ifeanyi Ubah FC est fondé en 2015 à la suite du rachat du Gabros international Football Club par Patrick Ifeanyi Ubah, un homme politique et entrepreneur nigérian.
Depuis 2015, le club joue au sein de la Nigeria Professional Football League, la première division. En 2016, le club remporte la Coupe du Nigeria, et participe en 2017 à la Coupe de la Confédération, où il se voit éliminé au premier tour par le club égyptien d'Al-Masry, aux tirs au but.

## Palmarès
- National League (D2) :
  - Champion : 2014

- Coupe du Nigeria :
  - Vainqueur : 2016

- Supercoupe du Nigeria :
  - Vainqueur : 2017